# Siagonodon cupinensis
Siagonodon cupinensis — вид змій родини струнких сліпунів (Leptotyphlopidae). Мешкає в Бразилії і Суринамі.

## Поширення і екологія
Siagonodon cupinensis мешкають в бразильських штатах Мату-Гросу, Пара і Амапа, а також в горах Лелі в Суринамі. Вони живуть в саванах.